# The Stratton Story
The Stratton Story (bra: Sangue de Campeão; prt: Tenacidade) é um filme norte-americano de 1949, do gênero drama biográfico, dirigido por Sam Wood e estrelado por James Stewart e June Allyson.

## Produção

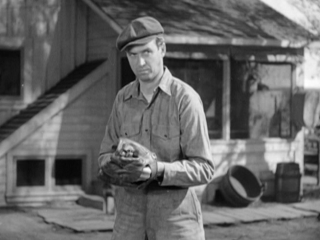
James Sterwart, como Monty Stratton, no trailer do filme

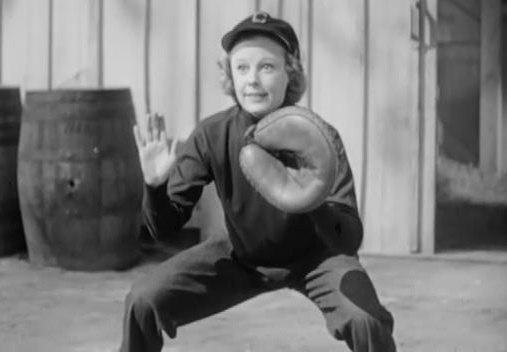
June Allyson em cena do trailer do filme

Grande sucesso de público e crítica, especialmente nos EUA, The Stratton Story é uma das melhores e mais rentáveis produções já realizadas em Hollywood sobre beisebol. Competente ainda que por vezes manipulativo, o filme é sobre Monty Stratton, jogador da década de 1930, cuja carreira na liga principal chegou ao fim quando teve uma perna amputada.
Gregory Peck e Van Johnson foram ventilados para viver o lançador antes de o papel ficar com James Stewart. Gene Bearden, Bill Dickey e Jimmy Dykes, ídolos daquele esporte, também estão no elenco, como eles mesmos.
Segundo o crítico e historiador Ken Wlaschin, este é um dos dez melhores filmes de June Allyson. Ela e Stewart trabalharam juntos em outras duas ocasiões: em The Glenn Miller Story (1954) e Strategic Air Command (1955).

## Sinopse
Ainda muito jovem, Monty Stratton deixa a fazenda no Texas para construir uma vitoriosa carreira no beisebol. Em novembro de 1938, contudo, atira acidentalmente em uma das pernas, durante uma caçada. Com o membro amputado, Stratton passa meses a lamentar a falta de sorte, até que decide aprender a caminhar com sua nova prótese. Dali a pouco, com o apoio da esposa Ethel, consegue um bem-sucedido retorno aos campos.

## Premiações
| Prêmio     | Categoria                | Recipiente     | Resultado |
| ---------- | ------------------------ | -------------- | --------- |
| Oscar 1950 | Melhor história original | Douglas Morrow | Venceu    |

## Elenco
| Ator/Atriz      | Personagem     |
| --------------- | -------------- |
| James Stewart   | Monty Stratton |
| June Allyson    | Ethel          |
| Frank Morgan    | Barney Wile    |
| Agnes Moorehead | Mamãe Stratton |
| Bill Williams   | Eddie Dibson   |
| Bruce Cowling   | Ted Lyons      |
| Cliff Clark     | Josh Higgins   |
| Mary Lawrence   | Dot            |
| Dean White      | Luke Appling   |
| Robert Gist     | Earnie         |
| Gene Bearden    | Gene Bearden   |
| Bill Dickey     | Bill Dickey    |
| Jimmy Dykes     | Jimmy Dykes    |